# Неретвица
Неретвица је ријека у Босни и Херцеговини.

## Ток ријеке
Неретвица истиче под врхом Витреуша на 1510 м надморске висине. У плану је изградња четири хидроцентрале на Неретвици. Улијева се у вештачко Јабланичко језеро у Бутуровић пољу. Она је једна од најзначајнијих притока ријеке Неретве.
Послије неколико километара тока на исток, Неретвица заокреће према југу гдје прима притоку Отунски поток, а такође и Пролаз, а потом заокреће према западу. Након што направи окуку код ушћа Пролаза, Неретвица прима притоку Обашчицу са југоистока, а са сјевера Малу Неретвицу и Загрејчицу, а затим код Салаковића, гдје опет скреће према југу и протиче кроз Горње и Доње Чажање гдје прима притоку Говорник. Неретвица даље протиче кроз села Лукшије, Парсовићи, Доњи Пријеслоп, Подхум и Гостовићи где улази у Бутуровић поље, и ту се улијева у залив Јабланичког језера.